# 根伯姆
根伯姆（Kambam）是印度泰米尔纳德邦Theni县的一个城镇。总人口58713（2001年）。

## 人口
该地2001年总人口58713人，其中男性29441人，女性29272人；0—6岁人口6626人，其中男3524人，女3102人；识字率68.19%，其中男性为75.45%，女性为60.88%。